# Afdeeling Boekwezen

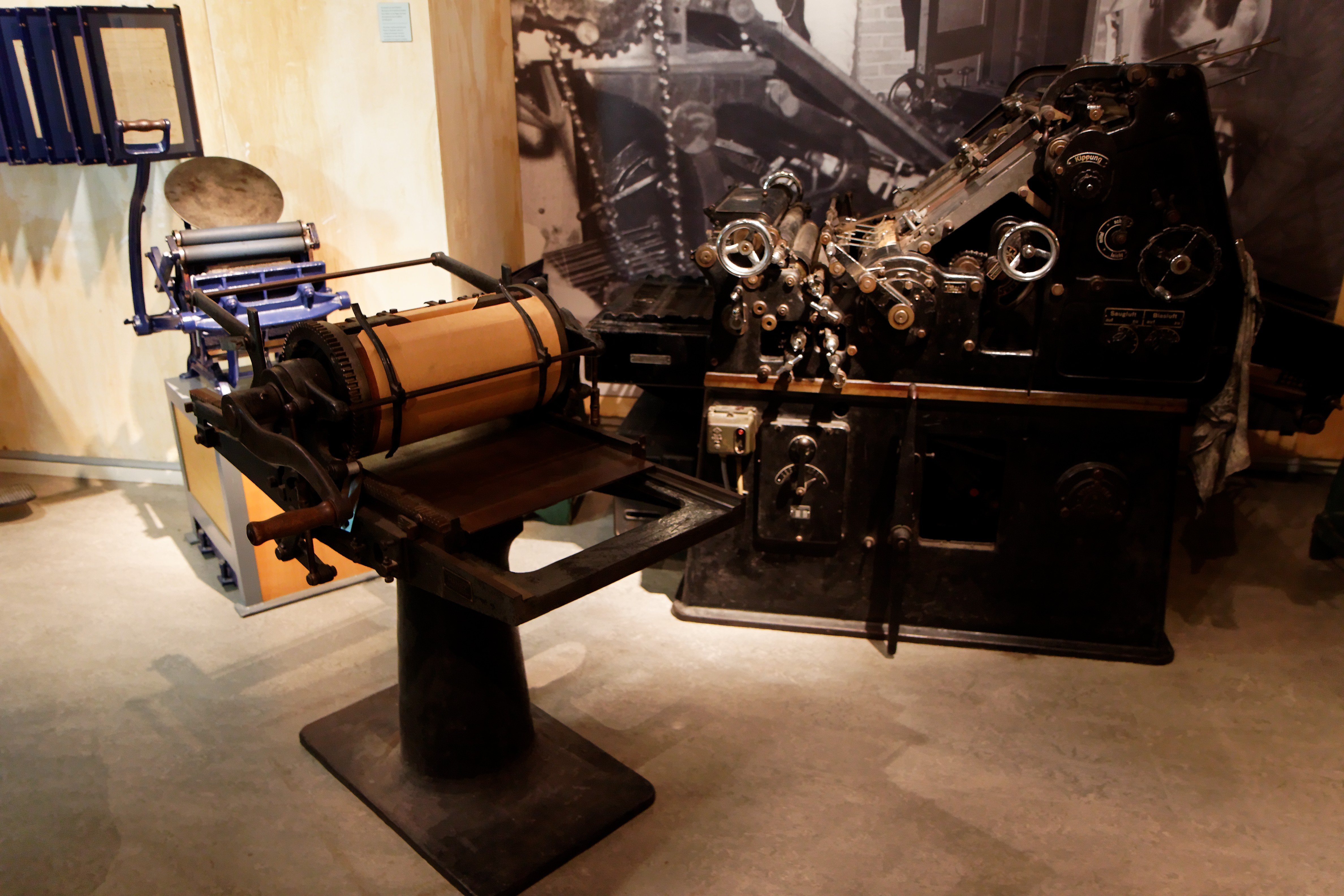
Drukpers van drukkerij Jesse uit de Tweede Wereldoorlog.

De Afdeeling Boekwezen was een sector van het Departement van Volksvoorlichting en Kunsten in Nederland gedurende de Tweede Wereldoorlog. De sector stond onder leiding van Jo van Ham. Bij deze sector kon een schrijver een aanvraag indienen voor papier, zodat het boek gedrukt kon worden. Voor elk manuscript moest een uitvoerig formulier ingevuld worden en de tekst moest goedgekeurd worden. Wanneer de goedkeuring een feit was, kon de uitgever het boek drukken. De Afdeeling Boekwezen had geen bevoegdheid om wetenschappelijke of schoolboeken goed te keuren. Dit viel onder het Departement van Opvoeding, Wetenschap en Kultuurbescherming.
Manuscripten waarin de Duitse bezetter werd bekritiseerd werden niet goedgekeurd, evenals boeken van Joodse auteurs en boeken in het Engels of vertaald uit het Engels. Hiervoor nam de sector alle teksten door, maar waren er ook vele burgers die kritisch naar de teksten keken. Waar mogelijk gaf de sector aanwijzingen hoe de inhoud te veranderen zodat het boek alsnog gedrukt kon worden. Omdat kritiek op het Duitse bewind toch niet werd goedgekeurd, gingen enkele schrijvers schrijven over de strijd van de geuzen tegen de Spaanse overheerser in de Tachtigjarige Oorlog. Deze werden nog weleens gedrukt. Een andere uitweg was het boek laten drukken door een illegale drukkerij die voor het verzet werkte.